# Mölndal Station
Mölndal Station er en svensk jernbanestation i Mölndal i udkanten af Göteborg.

## Trafik
Fra Mölndal kører der et lokaltog - eller på svensk: Pendeltåg - og Öresundståg. Begge tog kører til Göteborg C.
| Foregående station    |  | Veolia              |  | Efterfølgende station |
| --------------------- |  | ------------------- |  | --------------------- |
| Kungsbackamod Malmö C |  | ÖresundstågGöteborg |  | Göteborg CEndestation |

| Jernbane | Spire Denne jernbaneartikel er en spire som bør udbygges. Du er velkommen til at hjælpe Wikipedia ved at udvide den. |

57°39′20″N 12°01′08″Ø / 57.65569°N 12.01889°Ø